# نوبو أراي
نوبو أراي (باليابانية: 新 井 信 男) (1909 - 15 يونيو 1990)، هُو سباح ياباني شارك في دورة الألعاب الاولمبية الصيفية عام 1928 في أمستردام.

## روابط خارجية
- نوبو أراي على موقع أوليمبيديا (الإنجليزية)